# Шах, Идрис
И́дрис Шах (англ. Idries Shah, пушту ادريس شاه‎, хинди इदरीस शाह; 16 июня 1924, Шимла, Пенджаб, Британская Индия — 23 ноября 1996, Лондон), также известный как Сейид Идрис эль-Хашими (араб. سيد إدريس هاشمي‎) и по криптониму Аркон Дарол (англ. Arkon Daraul) — писатель, мыслитель, учитель суфийской (неосуфийской) традиции, написавший более трёх десятков книг на разные темы — от психологии и духовности до путевых заметок и исследований культуры.
Шах вырос, главным образом, в Англии. Его ранние произведения сосредоточены на магии и колдовстве. В 1960 году он основал издательство Octagon Press, выпускающее переводы суфийских классиков, а также его собственные работы. Его плодотворной работой стали «Суфии», появившиеся в 1964 году и хорошо принятые на международном уровне. В 1965 году Шах основал Институт культурных исследований, лондонское образовательное благотворительное учреждение, посвящённое изучению человеческого поведения и культуры. Схожая организация, Институт изучения человеческого знания, существует в Соединённых Штатах, под руководством профессора психологии Стэнфордского университета Роберта Орнштейна, которого Шах назначил своим заместителем в США.
В своих трудах Шах представляет суфизм как универсальную форму мудрости, которая предшествует исламу. Подчёркивая, что суфизм не статичен, а всегда приспосабливается к текущему времени, месту и людям, он выражал своё учение в западных психологических терминах. Шах широко применял традиционные назидательные истории и параболы (притчи) — тексты, которые содержат несколько смысловых слоёв и предназначены для запуска глубокого понимания и самонаблюдения читателя. Возможно, больше всего Шах известен своими собраниями юмористических историй про Ходжу Насреддина.
Временами Шах подвергался критике востоковедов, которые выражали сомнение в его полномочиях и подготовке. Роль Шаха в полемике, связанной с новым переводом рубаи Омара Хайяма, опубликованным его другом Робертом Грейвсом и старшим братом Омаром Али-Шахом, получила особенно пристальное внимание. Однако у Шаха было и много известных защитников, главная из которых — писательница Дорис Лессинг. Шах получил признание как представитель суфизма на Западе и в качестве приглашённого профессора читал лекции в ряде западных университетов. Его работы сыграли значительную роль в представлении суфизма как индивидуалистической формы духовной мудрости, не обязательно связанной с какой-либо определённой религией.

## Жизнь

### Семья и ранние годы
Идрис Шах родился 16 июня 1924 года в Шимле, Британская Индия; его отец — афгано-индиец, сердар Икбал Али-Шах, писатель и дипломат; мать — шотландка Сайра Элизабет Луиза Шах. Его предки по отцовской линии — сеиды Аль-Мусави, чья родовая земля была расположена рядом с кабульскими садами Пагман. Дед Идриса Шаха по отцовской линии, Сеид Амджад Али Шах, был набобом Сардханы в штате Уттар-Прадеш на севере Индии; наследственный титул семья получила благодаря услугам, которые их предок Джан-Фишан Хан оказал англичанам.
Идрис Шах в основном рос в окрестностях Лондона. По утверждению Л. Ф. Рашбрук-Уильямса, Шах с малых лет начал сопровождать своего отца в путешествиях, и хотя они путешествовали далеко и часто, всегда возвращались в Англию, которую семья сделала своим домом на много лет. Благодаря этим путешествиям, которые часто были частью суфийской работы Икбала Али Шаха, Идрис Шах имел возможность встречаться и проводить время с видными государственными деятелями и выдающимися личностями как Востока, так и Запада. Вильямс пишет:

Такой способ воспитания молодого человека с выраженным интеллектом, такого, как Идрис Шах, вскоре привело к получению им широких возможностей в обретении подлинно международного мировоззрения, широкого видения и знакомства с людьми и местами, которым любой профессиональный дипломат как более зрелого возраста, так и более опытный мог бы позавидовать. Но карьера дипломата не привлекала Идриса Шаха.
— 
Шах описывал своё нетрадиционное воспитание в 1971 году в интервью Пэту Вильямсу на канале BBC, как его отец, вся его обширная семья и друзья старались давать детям множество «разнообразных импульсов», широкий спектр контактов и опыта с намерением создать хорошо сформированную разностороннюю личность.
После того, как его семья переехала из Лондона в Оксфорд в 1940 году в результате эвакуации во время немецкой бомбардировки Блиц, он провёл два или три года в Оксфордской старшей школе для мальчиков. В 1945 году в качестве секретаря он сопровождал своего отца в Уругвай во время его халяльной мясной миссии. Вернулись в Англию в 1946 году в связи с обвинениями в ненадлежащем ведении бизнеса.

### Личная жизнь

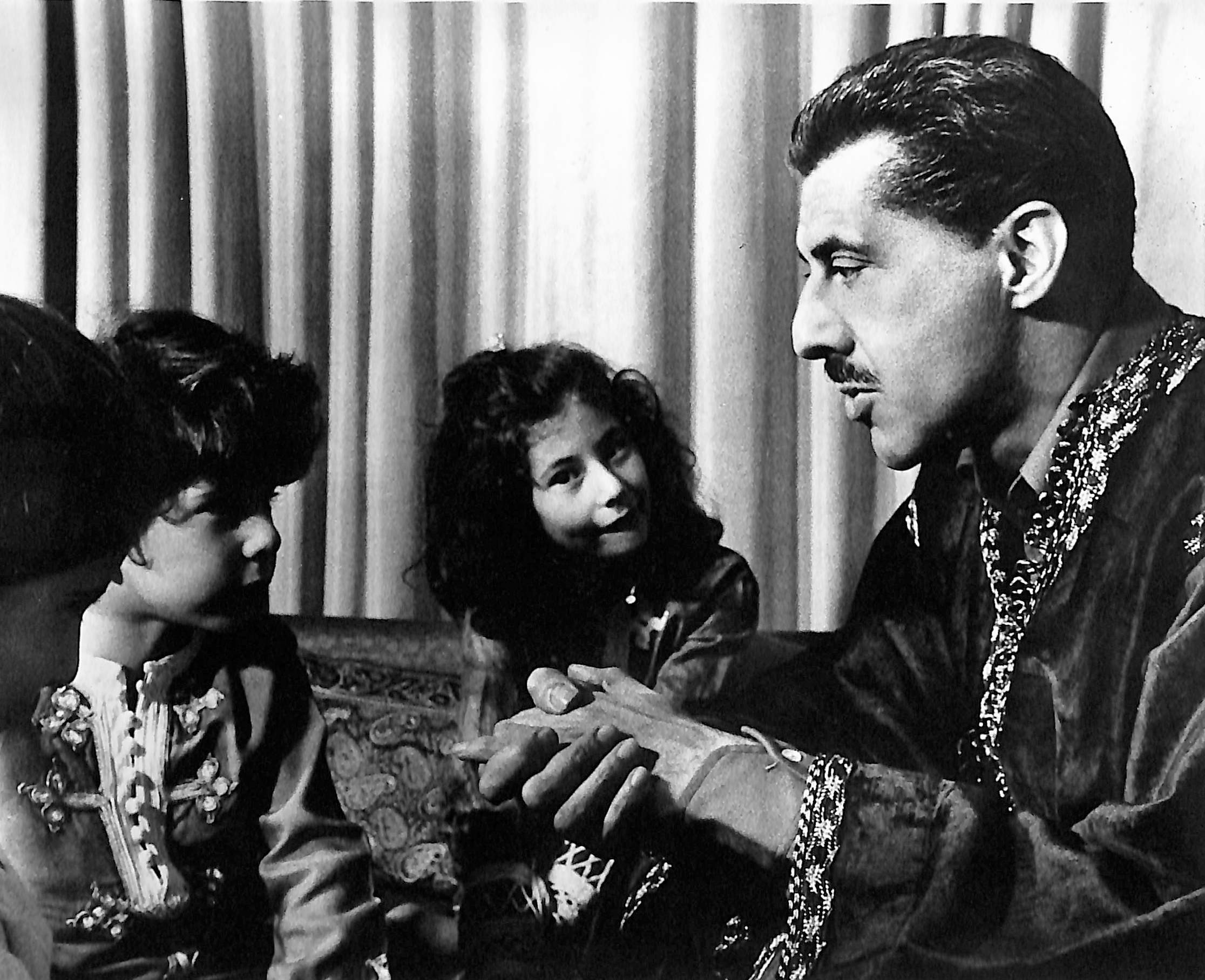
Идрис Шах со своими детьми, 1972 год

Шах женился на парси Синтии (Кашфи) Кабраджи в 1958 году; её отцом был поэт Фредун Кабраджи. В 1964 году у них родилась дочь Сайра, в 1966 году двойняшки — сын Тахир и ещё одна дочь — Сафия.

### Дружба с Джеральдом Гарднером и Робертом Грейвзом и публикация книги «Суфии»
Ближе к концу 1950-х, Идрис Шах установил контакты с лондонскими викканскими кругами, и впоследствии какое-то время действовал как секретарь и компаньон Джеральда Гарднера — основателя современного викканства. В то время, Шах собирался со всеми, кто интересовался суфизмом в ресторане Cosmo в районе Свисс-Коттедж (северный Лондон) еженедельно по четвергам.
В 1960 году Шах основал своё издательство Octagon Press, одним из его первых изданий была биография Гарднера, которая называлась «Геральд Гарднер, колдун». Авторство книги было приписано одному из последователей Гарднера, Джеку Л. Брейслину, но по факту её написал Шах.
По утверждению викканца Фредерика Ламонда, имя Брейслина было использовано потому что Шах «не хотел сбивать с толку своих суфийских учеников, будучи замечен в заинтересованности в другой эзотерической традиции». Ламонд говорил, что Шах, казалось, начинал понемногу разочаровываться Гарднером, и однажды, во время своего визита сказал ему:

Беседуя с Джеральдом, я хотел быть репортёром News of the World. Какой великолепный материал! И все же у меня есть основания утверждать, что эта группа станет краеугольным камнем религии наступающего века. Но рационально, рационально я не вижу этого…
— 
В 1961 году, во время своего путешествия на Мальорку с Гарднером, Шах встретил английского поэта Роберта Грейвза. Шах писал Грейвзу со своего пансионата на Пальме, испрашивая его о возможности «приветствовать его за день до очень продолжительного периода». Он добавил, что сейчас изучает одну экстатическую религию, и что он «посещал… эксперименты, проводимые колдунами Британии, с употреблением грибов и тому подобное», что в течение какого-то времени было предметом интереса Грейвза.
Шах также сказал Грейвзу, что «в настоящее время он был поглощён мыслями о продвижении экстатического и интуитивного знания». Шах и Грейвз вскоре стали близкими друзьями и доверенными лицами. Грейвз начал проявлять поддерживающий интерес к писательской карьере Шаха и воодушевлял его к публикации авторитетного трактования суфизма для западного читателя, среди прочего с практическими средствами его изучения, что в итоге выльется в книгу «Суфии». Шаху удалось добиться существенного прогресса в продвижении книги, тем самым решая и свои финансовые трудности.
В 1964 году «Суфии» вышли в свет, опубликованные издательством Doubleday, с длинным вступительным словом Грейвза. Книга ведёт хронику влияния суфизма на становление Западной цивилизации и традиции, начиная с седьмого века нашей эры, посредством работы таких фигур, как Роджер Бейкон, Иоанн Креста, Раймонд Луллий, Чосер и других классиков. Как и другие книги этой тематики, в «Суфиях» заметно избегалась терминология, которая могла бы идентифицировать его трактование суфизма с традиционным исламом.
В книге также сознательно использовалась техника «рассеивания», Шах писал Грейвзу, что его цель состояла в том, чтобы «разобусловить людей и предотвратить процесс их возврата в состояние обусловленности», в противном случае, он мог бы использовать более традиционную форму подачи материала. Поначалу, книга продавалась плохо и Шах инвестировал значительную сумму собственных средств для её рекламирования. Грейвз говорил ему, чтобы он не волновался в связи с этим, несмотря на то, что у него самого были некоторые сомнения касательно написанного, он очень сожалел, что Шах не разрешил ему внести некоторые правки до публикации, он говорил, что он был «очень горд тем, что был причастен к её публикации» и уверял Шаха, что это была «удивительная книга и что она будет признана таковой в течение очень длительного периода. Оставьте её с тем, чтобы она нашла своего читателя, того, кто услышит Ваш распространяющийся голос, а не только тех, о которых предполагал Doubleday».

### Контакты с Джоном Беннеттом
В июне 1962 года, за пару лет до публикации «Суфиев», Шах также установил контакт с членами движения, которое сформировалось вокруг мистических учений Гурджиева и Успенского. В прессе появилась статья, описывающая визит автора в тайный монастырь в Центральной Азии, где проводилось обучение методами, очевидно схожими с методами Гурджиева. Так или иначе, таинственный монастырь имел своего представителя в Англии.
Один из первых учеников Успенского, Реджи Хоаре, который был частью гурджиевской работы с 1924 года, благодаря этой статье установил контакт с Шахом. Хоаре придал особое значение тому, что Шах говорил об эннеаграмме, и говорил, что относительно этого символа Шах раскрывал секреты, которые уходили далеко от того, чему учил Успенский. Через Хоаре Шах был представлен другим гурджиевцам, включая Джона Г. Беннетта, заметного ученика Гурджиева, основателя «Института сравнительного изучения истории, философии и наук», расположенного в Кумб Спрингс, семиакровом владении (2,8 га) в Кингстоуне на Темзе, Суррей.
К тому времени Беннетт уже установил суфийское происхождение гурджиевских учений, базируя своё понимание как на многочисленных утверждениях самого Гурджиева, так и на опыте собственных путешествий на Восток, где он встречал разных суфийских шейхов. Он был уверен, что Гурджиев адаптировал многие суфийские идеи и техники, к тому же, для тех, кто слушал лекции на заре 1920-х, «суфийское происхождение его учений безошибочно распознавалось для тех, кто изучал их».
Беннетт написал о своей первой встрече с Шахом в своей автобиографии «Свидетель» (1974):

Во-первых, я был насторожен. Только я принял решение идти дальше самостоятельно, как тут же появился ещё один «учитель». Один или два разговора с Реджи убедили меня, что я обязан по меньшей мере сам во всем убедиться. Элизабет и я пришли на ужин с четой Хоаре, чтобы встретиться с Шахом, который, как оказалось был молодым человеком, которому едва за 40. Он говорил на безукоризненном английском и благодаря своей бороде и некоторым жестам, он мог бы быть принят за типичного представителя английской государственной школы. Наше первое впечатление было неблагоприятным. Он вёл себя беспокойно, постоянно коптил и уж слишком хорошо читалось его намерение произвести хорошее впечатление. К концу первой половины вечера наше отношение к нему полностью переменилось. Мы узнали, что он был не только необычайно одарённым человеком, но в нём различалось что-то такое, что отмечало человека, который серьёзно поработал над собой… Зная Рэджи как очень осторожного человека, на протяжении многих лет натренированного оценивать информацию в службе разведки я принял его гарантии и веру, что у Шаха была очень важная миссия, и мы обязаны ему помочь в её осуществлении.
— 
Шах дал Беннетту «Декларацию Людей Традиции» и авторизовал его передать этот документ гурджиевцам. Документ, провозглашавший о возможности передачи «секретной, скрытой, специальной, высшей формы знания» в сочетании с тем впечатлением, которое произвёл на Беннетта Шах, убедили Беннетта, что Шах был истинным эмиссаром «монастыря Сармунг» в Афганистане — внутреннего круга суфиев, учения которых вдохновили Гурджиева.

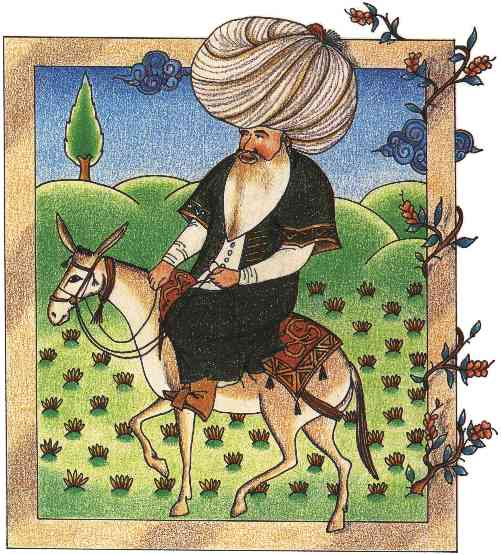
Чья борода?
Насреддину снилось, что он держал в своей руке бороду Сатаны. Потянув за волосы, он прокричал: "Боль, которую ты ощущаешь ничто по сравнению с той, которую ты причиняешь смертным, которых ты сбиваешь с пути истинного". И он так рванул за бороду, что проснулся, вопя в агонии. Только тогда он понял, что борода, которую он держал в своей руке была его собственной бородой.
— Идрис Шах

Последующие несколько лет Шах и Беннетт еженедельно имели беседы, длившиеся часами. Позже Шах также давал лекции студентам Кумб Спрингс. Беннетт говорит, что Шах планировал «достичь людей, занимавших властные и силовые позиции, которые уже полусознательно понимали, что проблемы человечества уже не могут быть решены экономическими, политическими или социальными действиями. Эти люди уже были затронуты, говорил он, новыми силами, которые движутся в мире, чтобы помочь выжить в грядущем кризисе».
Беннетт соглашался с этими идеями и признавал также, что «люди, привлекаемые открытыми духовными или эзотерическими течениями, редко владеют качествами, необходимыми для достижения и занятия властных позиций», и что «было достаточно оснований верить, что в мире уже были люди, которые занимают важные позиции, способные выйти за рамки национальных и культурных ограничений, которые уже осознали, что единственная надежда человечества связана с вмешательством Высшего Источника».
Беннетт писал: «Я достаточно был знаком с Шахом, чтобы знать, что он не был шарлатаном или праздным хвастуном и что он серьёзно относился к заданию, которое ему было дано». Желая поддержать работу Шаха, в 1965 году Беннетт принял решение, после длительных мук и обсуждений с Советом и членами Института, передать Кумб Спрингс в собственность Шаху, который настаивал на том, что любой такой подарок должен быть сделан без каких-либо условий. После того, как имущество было передано Шаху он отказал компаньонам Беннетта в посещении, и самого Беннетта вынуждал чувствовать себя непрошеным.
Беннетт говорит, что получил приглашение на «Праздник Летнего Солнцестояния», на вечеринку, которую Шах устраивал в Кумб Спрингс, которая длилась два дня и две ночи, преимущественно для молодых людей, которых Шах потом привлекал. Энтони Блэйк, который работал с Беннеттом 15 лет, говорил:

С тех пор, как Шах получил в собственность Кумб Спрингс, его основной деятельностью было устраивание вечеринок. Я с ним сталкивался всего несколько раз, но более всего мне нравилось его непочтительное отношение к тому, что обычно принимается всерьёз. Беннетт однажды сказал мне: «Существуют разные стили работы. Мой, как и у Гурджиева, связан с приложением усилий с отречением. Но путь Шаха — относиться к работе с юмором»
— 
Через насколько месяцев Шах продал участок, более чем за 100 000 фунтов стерлингов застройщику, и устроил себя и свою рабочую деятельность в Лэнгтон Хаус в Лэнгтон-Грине, близ Роял-Танбридж-Уэлс, в 50-акровом имении, ранее принадлежащем семье лорда Баден-Павелла, основателя бой-скаутов.
Вместе с собственностью в Кумб Спрингс, Беннетт передал Шаху заботу о его студентах, которых было около 300 человек. Шах обещал интегрировать всех подходящих, но только половина нашли своё место в работе с Шахом. Около 20 лет спустя, один из гурджиевцев, автор Джеймс Мур намекал, что Шах одурачил Беннетта. Беннетт писал об этом в своей автобиографии (1974), он говорил, что после акта передачи имущества поведение Шаха было «тяжело вынести», но там же настаивал на том, что Шах был человеком «изысканных манер и деликатно-чувствительным» и пришёл к в выводу, что Шах мог сознательно вести себя подобным образом, «чтобы убедиться, что все обязательства и договорённости в вопросе Кумб Спингса выполнены и закрыты». Он добавлял, что Лангтон-Грин был куда более подходящим местом для работы Шаха, чем Кумб Спрингс, и что он не сожалел, что Кумб Спрингс потерял свою идентичность, что он пришёл к этому выводу свидетельствует его заявление, что он «обрёл свободу» благодаря знакомству с Шахом и что он «научился любить людей, которых (он) не мог понять».
По словам Беннетта, позже Шах вёл переговоры с главами гурджиевских групп в Нью-Йорке. В письме Полу Андерсону от 5 марта 1968 года, Беннетт писал:

Мадам Зальцман и остальные… осознают свои ограничения и делают не более того, что могут делать. когда я был в Нью Йорке, Элизабет и я посетили Фонд, и там мы виделись с большинством ведущих личностей нью-йоркской группы, как и лично с Жанной де Зальцман. Что-то готовится, но приведёт ли это к чему-то благому, я не могу сказать. Я имею в виду их связь с Идрисом Шахом и его способность ставить все с ног на голову. Бесполезно с такими людьми быть пассивным, бесполезно и избегать этого вопроса. В настоящее время мы можем только надеяться, что из этого выйдет что-то хорошее, продолжая тем временем нашу собственную работу…
— 
Автор и клинический психолог Кэтлин Спис позже писала:

Будучи свидетелем растущего консерватизма в Фонде (Гурджиева), Джон Беннетт надеялся, что новая кровь и лидерство придут откуда-то ещё… Несмотря на заигрывания с Шахом, так ничего из этого не вышло. Превалирующая мысль (среди лидеров Гурджиевской работы) была такова, что ничего не должно меняться, что сокровище, сберегаемое ими любой ценой должно быть сохранено в его первозданном виде, было сильнее любого желания получить новую волну вдохновения.
— 

### Суфийские исследования и институты
В 1965 году Шах основал Общество понимания фундаментальных идей (Society for Understanding Fundamental Ideas (SUFI)), затем переименованное в Институт культурных исследований (The Institute for Cultural Research (ICR)) — образовательное благотворительное учреждение, целью которого является стимулирование «изучения, обсуждения, обучения и исследований всех аспектов человеческого мышления, поведения и культуры». Он также учредил Сообщество суфийских исследований (Society for Sufi Studies (SSS).
Лангтон Хаус в Лангтон-Грине стал местом собраний и дискуссий поэтов, философов и государственных деятелей всего мира, и значимой частью литературной сцены того времени. ICR проводил там встречи и лекции, присуждая стипендии международным учёным, включая сэра Джона Глабба, Акилы Берлас Киани, Ричарда Грегори и Роберта Сесила, руководителя европейских исследований в Редингском университете, который в начале 1970-х стал президентом Института.
Шах был ранним членом и сторонником Римского клуба. Некоторые члены Римского клуба, такие как учёный Александр Кинг, выступали с докладами в Институте культурных исследований.
Среди других посетителей, учеников и потенциальных учеников Шаха были поэт Тэда Хьюза, писатели Дж. Д. Селинджера, Алана Силитоу и Дорис Лессинг, зоолог Десмонда Морриса и психолог Роберта Орнштейна. Интерьер дома был оформлен в ближневосточном стиле, а обеды (шведские столы) проводились каждое воскресенье в большой столовой, которая когда-то была конюшней поместья, прозванной «Слон» (отсылка к восточной истории «Слон в темноте»).
В последующие годы Шах развивал Octagon Press как средство публикации и распространения переизданий переводов многих суфийских классиков. Кроме того, он собирал, переводил и писал тысячи суфийских историй, делая их доступными для западной аудитории посредством своих книг и лекций. В некоторых книгах Шаха есть такой персонаж — Мулла Насреддин, иногда с иллюстрациями, предоставленными Ричардом Вильямсом. В интерпретации Шаха, истории Муллы Насреддина, ранее считавшиеся фольклорной частью мусульманских культур, были представлены как суфийские притчи.
Насреддин был представлен в документальном фильме Шаха «Мечтатели», который вышел в эфир на канале ВВС в 1970 году. Фрагменты включали интервью с Ричардом Уильямсом о его незавершённом мультипликационном фильме о Насреддине, обсуждение учёным Джоном Кермишом использования рассказов Насреддина в аналитическом центре корпорации RAND. Там были и другие гости, включая британского психиатра Уильяма Сарджента, обсуждавшего негативное влияние «промывания мозгов» и социального обусловливания на творчество и на решение проблем, комика Марти Фельдмана, который обсуждал с Шахом роль юмора и ритуалов в жизни человека. Фильм заканчивался  утверждением Шаха, что человечество может способствовать собственной эволюции «разрушая психологические ограничения», но «постоянное разрастание пессимизма эффективно препятствует этой форме процесса эволюционирования в её прогрессе… Человек спит — должен ли он умереть до своего пробуждения?».
Шах также организовал суфийские учебные группы в США. Клаудио Наранхо, чилийский психиатр, который преподавал в Калифорнийском университете в конце 1960-х, говорил, что после того, как он был «разочарован степенью привлечения школой Гурджиева живой линии», он обратился к суфизму и стал «членом группы под руководством Идриса Шаха» Наранхо вместе с Робертом Орнштейном написал книгу «Психология медитации» (1971). Они оба были связаны с Калифорнийским университетом, где Орнштейн был научным психологом и исследователем в психиатрическом институте Лэнгли Портера.
Орнштейн также был основателем и президентом Института изучения человеческих знаний (ISHK), созданного в 1969 году, видя потребность в США книг и коллекций древних и современных способов мышления, в 1972 году он создал в ISHK Книжную службу как центральный источник современной и традиционной литературы, став единственным американским дистрибьютором работ Идриса Шаха, опубликованных издательством Octagon Press.
Другой соратник Шаха, учёный и профессор Леонард Левин, который в то время преподавал телекоммуникацию в университете Колорадо, создал суфийские учебные группы с целью продвижения суфийских идей, такие как Институт Исследования Распространения Знаний Человека (IRDHK), а также редактировал антологию работ Идриса Шаха и о нём под названием "Распространение суфийских идей на Западе (1972).
Запланированный Уильямсом полнометражный анимационный фильм под предварительным названием Удивительный Насреддин так и не был снят, поскольку отношения между Уильямсом и семьёй Шах испортились в 1972 году на фоне споров об авторских правах и средствах; однако позже Уильямс использовал некоторые идеи для своего фильма Вор и сапожник.

### Поздние годы
В следующие десятилетия Шах написал около двух десятков книг, многие из которых опирались на классические суфийские источники. Достигнув огромного тиража во всём мире, его произведения обращались прежде всего к интеллектуально ориентированной западной аудитории. Переводя суфийские учения на современный психологический язык, он изложил их в общеупотребительной и, следовательно, доступной форме. Его народные сказки, иллюстрирующие суфийскую мудрость с помощью анекдотов и примеров, оказались особенно популярными. Шах получал и принимал приглашения читать лекции в качестве приглашённого профессора в различных академических учебных заведениях, включая Калифорнийский университет, Женевский университет, Национальный университет Ла-Платы и различных английских университетов. Помимо его литературной и образовательной работы он находил время для разработки ионизатора воздуха (создав компанию вместе с Коппи Лоузом) и управления рядом текстильных, керамических и электронных компаний. Он также совершил ряд поездок на историческую родину, в Афганистан, и участвовал там в оказании помощи афганским моджахедам. Этот свой опыт он позже описывал в своей книге Кара Куш, романе об Афганской войне 1979—1989 годов.

### Болезнь
В конце весны 1987 года, примерно через год после его последнего визита в Афганистан, Шах перенёс два последовательных и обширных сердечных приступа. Ему сказали, что у него в рабочем состоянии осталось только восемь процентов его сердечных функций и он не мог рассчитывать на выживание. Несмотря на периодические приступы болезни, он продолжал работать и выпускал новые книги в течение следующих девяти лет.

### Смерть

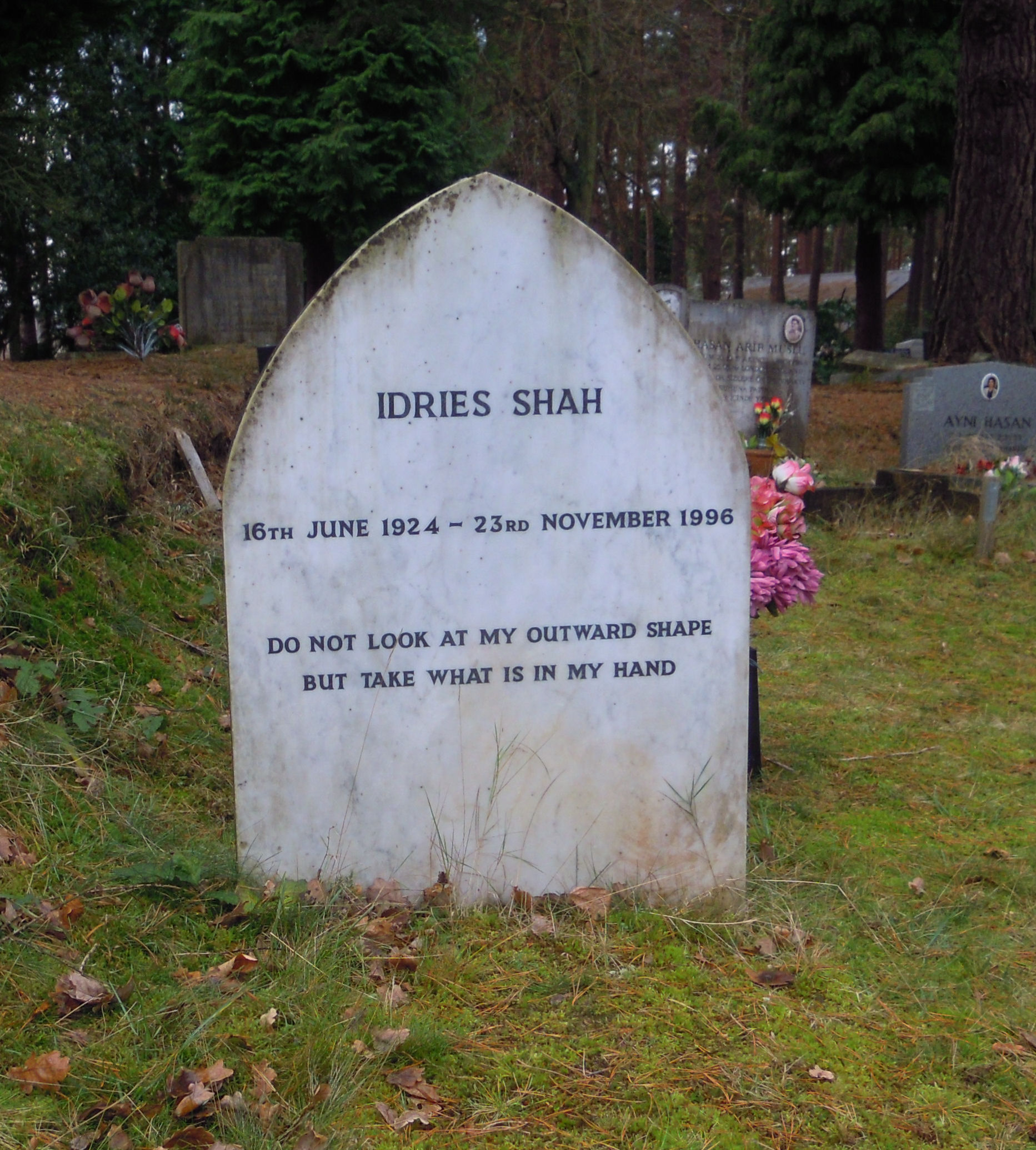
Могила Идриса Шаха на Бруквудском кладбище

Идрис Шах умер в Лондоне 23 ноября 1996 года в возрасте 72 лет и был похоронен на Бруквудском кладбище. Согласно некрологу в «The Daily Telegraph» Идрис Шах сотрудничал с моджахедами во время Афганской войны 1979—1989 годов, был директором по науке в Институте культурных исследований и членом советов Королевского гуманитарного общества и Королевской больницей и домом для неизлечимых. Он также был членом джентльменского клуба Athenaeum. На момент его смерти, книги Идриса Шаха были проданы по всему миру более чем 15 миллионов экземпляров на дюжине языков и они были опубликованы в многочисленных газетах и журналах по всему миру.

## Учение

### Книги о магии и оккультизме
Ранние книги Шаха изучали то, что он называл «малыми верованиями». Его первая книга — «Магия Востока», — опубликована в 1956 году. Изначально Шах планировал назвать этот труд «Соображения о восточных и африканских малых верованиях». Он продолжил в 1957 году книгой «Тайные магические знания: книга знахаря», называвшейся в оригинале «Некоторые материалы о европейской литературе малых верований». Названия этих книг, согласно контрибьютору Шаха до 1973 года, были изменены перед публикацией в связи с «острой необходимостью практики коммерческой публикации».
Перед смертью, в 1969 году, отец Шаха утверждал, что причина, почему он и его сын опубликовали книги на тему магии и оккультизма, заключалась в том, «чтобы упредить возможное широко распространённое возрождение или веру среди значительного числа людей в этот вздор. Мой сын в, конечном итоге, выполнил это задание, когда он в течение нескольких лет изучил этот вопрос и опубликовал две важные книги на этот предмет».
В интервью изданию Psychology Today от 1975 года Шах более широко раскрывает эту тему:
Главной целью моих книг о магии, было сделать этот материал доступным для обычного читателя. Слишком долго люди верили в существование секретных книг, скрытых мест и удивительных вещей. Они держались за эту информацию, как за что-то такое, чем сами себя пугали. Так что первой целью была информация. Это магия Запада и Востока. На этом всё. Здесь нет ничего больше. Вторая цель этих книг — показать, что более, чем кажется, должны быть силы, некоторые из которых либо объясняются этой магией, либо могут быть развиты из неё, которые не входят в обычную физику, или опыт обычных людей. Я думаю это должно быть изучено, нам следует собрать данные и исследовать феномен. Нам нужно отделить химию магии от алхимии, так сказать.
Шах продолжал говорить, что его книги не были написаны для нынешних приверженцев магии и колдовства, и что ему, со временем, пришлось избегать их, так как они были бы разочарованы тем, что он должен был бы им сказать.
За этими книгами последовала публикация записок о путешествии «Место назначения — Мекка» (1957), которые были представлены на телевидении Дэвидом Аттенбро. И «Место назначения — Мекка», и «Магия Востока» содержат секции на тему суфизма

### Суфизм как форма вневременной мудрости
Шах преподносил суфизм как форму вневременной мудрости, которая предшествовала исламу. Он подчёркивал, что сущность суфизма живая, не статичная, и что он всегда адаптировал свои видимые проявления к новым временам, местам и людям: «Суфийские школы подобны волнам, которые обрушиваются на скалы: [они] из одного и того же моря, в разных формах, с единой целью», — писал Шах, цитируя Ахмада аль-Бадави.
Шах часто был пренебрежителен к востоковедческим описаниям суфизма, считая, что академическое или субъективное изучение его исторических форм и методов не является достаточным основанием для правильного его понимания; на самом деле, одержимость традиционными суфийскими формами фактически может стать препятствием: «Покажите человеку слишком много верблюжьих костей или показывайте их ему слишком часто, и он будет не в состоянии узнать верблюда, когда встретит его вживую», — так Шах выразил эту идею в одной из своих книг.
Шах, как и Инайят Хан, представлял суфизм как путь, который превосходит отдельные религии, и адаптировал его к западной аудитории. Однако, в отличие от Хана, он приписывал меньшее значение культовым или религиозным атрибутам и изображал суфизм как психологическую технологию, метод или науку, которая могла быть использована для достижения самореализации. При этом его подход, казалось, главным образом был адресован последователям Гурджиева, представителям Движения за развитие человеческого потенциала, и представителям интеллигенции, знакомым с современной психологией. Например, он писал: «Суфизм <…> утверждает, что человек может стать объективным и что эта объективность позволяет индивидууму понять „высшие“ факты. Поэтому человеку предлагается продвинуть свою эволюцию вперёд к тому, что иногда называется в суфизме „реальным умом“». Шах учил, что человек может приобрести новые органы тонких чувств в ответ на необходимость.

Суфии считают, что в некотором смысле человечество развивается, стремясь к определённой цепи. Все  мы участвуем в этом развитии. Органы появляются в ответ на потребность в существовании таких особых органов (Руми). В соответствии с такой потребностью человеческий организм вырабатывает новый комплекс органов. В наше время преодоления времени и пространства этот комплекс также занят преодолением времени и пространства. То что обычные люди считают отдельными и случайными проявлениями телепатических или пророческих сил, суфии рассматривают как первые признаки деятельности именно этих органов. Различие между всей эволюцией до сегодняшнего дня и современной потребностью в эволюции заключается в том, что в течение последних 10 000 лет или около того нам предоставляли возможность сознательного развития. Эта высшая форма развития является столь важной, что от неё зависит само наше будущее.— Идрис Шах, «Суфии» (перевод: изд-во «Эннеагон Пресс»)
Шах отверг другие Восточные и Западные проекции суфизма, как «разбавленные, обобщённые или частичные», он сюда включил не только версию Хана, но и откровенно мусульманские формы суфизма, встречавшиеся в большинстве исламских стран. С другой стороны, писания соратников Шаха подразумевали, что он был «Великим Шейхом Суфиев» — позиция авторитета, подрываемая отказом других суфиев признать его существование. Шах чувствовал, что наилучший путь представить суфийскую мудрость Западу, в то же самое время преодолевая проблемы гуру и культов, был прояснить разницу между культом и системой образования и внести свой вклад в знания. В одном из интервью он объяснял: «Вы должны работать в рамках образовательного паттерна, но не в сфере мумбо-юмбо». Частью этого подхода была его работа директором по изучению в ICR. Он также читал лекции по изучению суфизма на Западе в университете Сассекса в 1966 году. Это впоследствии было опубликовано как монография «Особые проблемы в изучении суфийских идей».
Позднее Шах объяснял, что суфийская деятельность разделялась на различные компоненты и части: «изучение в суфизме», «изучение суфизма» и «изучение для суфизма».
Изучение для суфизма помогает вести людей к суфизму и включает в себя продвижение знания, которое может отсутствовать в культуре, нуждающееся в восстановлении и распространении, такого как понимание социальной обусловленности и промывания мозгов, разницу между рациональной и интуитивной моделью мышления, и другую деятельность, направленную на то, чтобы людские умы стали более свободными и широкомасштабными. Изучение суфизма включало в себя институты и деятельность, такие как лекции и семинары, которые предоставляли информацию о суфизме и действовали как инструмент культурной связи между суфиями и общественностью. И наконец изучение в суфизме относились к пребыванию в суфийской школе, в выполнении тех действий, которые предписал учитель как часть тренинга и это может принимать различные формы, не обязательно вписывающееся в предвзятое понятие «мистическая школа».
Суфийские цели и методологии Шаха в общих чертах были описаны в «Декларации Людей Традиции», представленной в Кумб Спрингс:
В дополнение к сделанному уведомлению, чтобы напитать определённые области мысли определёнными идеями и указывая на некоторые факторы, окружающие эту работу, проекции этой декларации имеют практическую задачу. Эта задача состоит в том, чтобы определить местоположение людей, способных получить специальное знание о человеке, которое доступно, сгруппировать их особым, не случайным методом, так, чтобы каждая такая группа образовывала гармоничный организм, сделать это в правильное время в правильном месте, обеспечить внешний и внутренний формат работы, формулировку «идей», подходящих для местных условий, сбалансировать теорию и практику.
В интервью ВВС в 1971 году Шах объяснил свой современный адаптивный подход: «Я заинтересован в том, чтобы на Западе были доступны те аспекты суфизма, которые будут полезны для Запада в настоящее время. Я не хочу превращать добрых европейцев в бедных азиатов. Люди спрашивают меня, почему я не использую традиционные методы обучения, например, в отношении людей которые ищут меня или охотятся за мной и, конечно, мой ответ заключается в том, что причина та же, что привела вас сегодня ко мне на автомобиле, но не на верблюде. Суфизм по факту — это не мистическая система, не религия, но совокупность знаний».
Шах часто характеризовал некоторые свои работы как на самом деле только предварительные для фактического изучения суфизма, таким же как изучение чтения и писания могут быть рассмотрены как предварительные шаги к изучению литературы: «Если психология не правильно ориентирована, нет духовности, хотя может быть одержимость и эмоциональность, часто по ошибке принимаемые за неё». «Каждый, кто пытается применять духовные практики к невозрождённой личности … в результате закончит заблуждением», утверждал он. По этой причине большая часть работы, которую он выполнил, начиная с «Суфиев» и далее, по своей природе была психологической, сфокусированной на атаке на нафс, ложное «Я»: «Мне нечего дать вам, кроме способа понять, как искать — но вы думаете, что уже умеете это делать».
Шаха часто критиковали за то, что он не очень часто в своих работах упоминал Бога, он отвечал, что учитывая нынешнее состояние человека, было бы не очень продуктивно говорить о Боге. Он проиллюстрировал проблему в притче в своей книге «Мыслители Востока»: "Обнаружив у себя способность говорить на языке муравьёв, я приблизился к одному из них и спросил: «Кто есть Бог? Он похож на муравья?» Он ответил: «Боже! Нет, конечно. У нас только одно жало, но Бог, у Него — два!».

### Назидательные истории
В своей работе для усиления эффекта Шах использовал назидательные истории и юмор. Шах подчеркивал терапевтическое действие удивляющих анекдотов и свежие перспективы, которые открывают эти истории. Чтение и обсуждение таких историй в настройке группы стало важной частью деятельности, в которой члены учащихся кругов Шаха были задействованы. Преобразовывающий способ, которым эти сбивающие с толку и удивляющие истории могли дестабилизировать нормальную (и не подозревающую) модель осознания изучал профессор психологии Стенфордского университета Роберт Орнштейн, который вместе со своим коллегой психологом Чарльзом Тартом и видными писателями, такими как поэт-лауреат Тэд Хьюз и лауреат Нобелевской премии романистка Дорис Лессинг были одними из нескольких заметных мыслителей, на которых оказал глубокое влияние Шах.
Шах и Орнштейн познакомились в 1960 году. Понимая, что Орнштейн мог бы быть идеальным партнёром в распространении его учений, переводя их в идиомы психотерапии, Шах сделал его своим представителем (халифа) в Соединённых Штатах. «Психология сознания» Орнштейна (1972) была с энтузиазмом принята академическим сообществом психологов, так как она совпала с новыми интересами в этой области, такими как изучение биологической обратной связи и других техник, направленных на достижение сдвигов настроения о осознанности. Орнштейн опубликовал ещё немало книг в этой области в последующие годы.
Философ науки и физик Генри Бортофт использовал обучающие истории из сборника Шаха как аналог привычек ума, которые препятствовали людям ухватить научный метод Иогана Вольфганга фон Гёте. Книга Бортофта «Полнота природы: Научный путь Гёте» включала в себя истории из «Сказок дервишей», «Подвигов несравненного моллы Насреддина» и Благоухающего скорпиона.
В своём историческом и культурном обрамлении, суфийские обучающие истории такого рода, популяризированные Шахом, сначала передавались устно, затем записывались с целью передачи суфийских верований и практик последующим поколениям, были признаны подходящими для людей любого возраста, включая детей, так как содержали много смысловых слоев. Шах уподоблял суфийскую историю персику: «Человек может быть эмоционально сбит с толку внешним видом, как если бы вам предоставили персик. Вы можете съесть персик и испытать дальнейшее удовольствие… Вы можете выкинуть косточку, или можете разбить её и найти там внутри вкусное ядро. Это — скрытая глубина». Именно так Шах приглашал свою аудиторию принимать суфийские истории Терпя неудачу в обнаружении ядра и относясь к истории просто как к развлекающей или поверхностной, человек достигал не более чем обзора персика, пока другие усваивали историю и позволяли себе быть тронутыми ею
Тахир Шах, в своей книге 2008 года «Арабские ночи» упоминал рассказывание историй его отцом, прежде всего, чтобы показать, как Идрис Шах использовал обучающие истории: «Мой отец никогда не говорил нам, как истории работают. Он никогда не выявлял смыслов, самородков информации, фрагментов истины и фантазии. Ему это было не нужно — потому что подаваемая в правильных условиях, история активировалась, засевая сами себя». Далее он объяснял, как его отец использовал истории для передачи мудрости: «У моего отца всегда под рукой была история, для того, чтобы отвлечь наше внимание, или чтобы использовать как способ передачи идеи или мысли. Он когда-то говорил, что большие коллекции историй с Востока были подобны энциклопедиям, хранилищам мудрости и знаний, готовые к тому, чтобы быть изученными, быть оценёнными и взлелеянными. Для него истории представляли собой много больше, чем просто развлечение. Он представлял их как комплекс психологических документов, составлявших совокупность знаний, которые собирались и оттачивались со времен зарождения человечества и больше часто, чем нет, передавались из уст в уста»
Далее в своей книге, он продолжил обсуждение историй, как обучающих инструментов, ссылаясь на объяснение, которое дал ему его отец в конце истории:
Эти истории — технический документ, они похожи на карты, или своего рода чертежи. То, что я делаю — это показываю людям, как использовать карты, потому что они забыли. Ты можешь думать, что это странный способ обучения — историями — но когда-то давно это был способ, при помощи которого люди приходили к мудрости. Каждый знал, как изъять мудрость из истории. Они могли видеть сквозь смысловые слои, так же ты видишь рыбу, замороженную в куске льда. Но мир, в котором мы живём потерял это умение, умение, которое они определённо имели. Они слушают историю и она нравится им, потому что история озадачивает и забавляет их, заставляя их ощущать тепло. Но они не могут видеть дальше первого слоя, в лед. Истории подобны восхитительной шахматной доске: мы все знаем как играть в шахматы и мы можем быть вовлечены в такую сложную игру, что наши способности иссякают. Но, представь себе, что игра была утеряна на столетия, и потом хорошая шахматная доска и её части были найдены. Каждый бы крутился вокруг, чтобы увидеть их и оценить их. Они не смогут представить себе, что такой замечательный объект когда-то имел другое, отличное от развлекательного предназначение. Внутренняя ценность историй была утрачена тем же способом. Когда-то каждый знал, как играть с ними, как дешифровать их. Но сейчас правила были забыты. Это наше дело — показать людям, как играть в эту игру.
Тахир Шах, «Арабские ночи»
Олав Хаммер, в книге «Суфизм в Европе и Северной Америке» (2004) приводит пример такой истории. В ней идёт речь о человеке, который искал свой ключ во дворе. Проходящий мимо сосед спросил человека, то ли это место, где он потерял ключ, человек отвечал: «Нет, я потерял его дома, но здесь светлее, чем у меня дома». Версии этой истории были известны в течение многих лет на Западе. Это пример давно отмеченного феномена похожих историй, существующих во многих культурах, что было центральной идеей Шаха в собрании сказок в «Сказках мира».
Питер Вилсон, в «Новых тенденциях в мире ислама» (1998), ссылается на другую такую историю, представляющую дервиша, которого попросили описать качества его учителя, Алима. Дервиш пояснил, что Алим писал прекрасные поэмы и вдохновил его своим самопожертвованием и теми услугами, которые он оказывал своим соплеменникам. Его вопрошатель, с готовностью одобрил эти качества, но дервиш упрекнул его: «Это были те качества, которые отрекомендовали Алима вам». Затем он начал перечислять те качества, которые на самом деле делали Алима эффективным учителем: «Хазрат Алим Азими заставлял меня раздражаться, что стало причиной того, что я начал изучать своё раздражение, чтобы выявить его источник. Алим Азими вынуждал меня злиться, так что я мог трансформировать свой гнев». Он объяснил, что Алим Азими следовал пути порицания, намеренно провоцируя злобные атаки на себя, для того, чтобы высветить недостатки как его учеников, так и критиканов, позволяя им увидеть, чем они были на самом деле: «Он показывал нам странное, так что странное стало обычным, и мы смогли понять, что это на самом деле».

### Взгляды на культуру и практическую жизнь
Заботой Шаха было выявить сущностные части, лежащие в основе всех культур и скрытые факторы, определяющие поведение личности. Он снизил фокусировку Запада на внешних и поверхностных проявлениях, которые часто отражали просто моду и привычки и привлек внимание на происхождение культуры, бессознательных и смешанных мотиваций людей и групп, сформированных ими. Он отметил как на индивидуальном, так и на групповом уровнях, краткосрочность превращения катастроф в благословение — и наоборот — и все же знание этого мало повлияло на способ, каким люди реагируют на события по мере их появления.
Шах не поддерживал отказ от мирских обязанностей, вместо этого он утверждал, что поиск сокровища претендентом в ученики должен исходить из его усилий в повседневной жизни. Он считал практический труд тем средством, посредством которого искатель мог осуществлять работу-над-собой, в соответствии с традиционным выбором суфиями обычных профессий, благодаря которым они зарабатывали себе средства к существованию и «работали» на себя.
Статус Шаха-учителя остался неопределённым, отказавшись как от идентификации в качестве гуру, так и от желания основать культ или секту, он также отверг академическую шляпу. Майкл Рубинштейн, в «Творцах современной культуры» пришёл к выводу, что «его, пожалуй, лучше всего рассматривать как воплощение традиции, в которой созерцательные и интуитивные аспекты ума считаются наиболее продуктивными тогда, когда работают сообща».

### Наследие
Идрис Шах считал свои книги своим наследием, сами по себе они выполнили бы ту функцию, которую он выполнял, когда он более не смог бы быть там. Продвижение и распространение публикаций своих учителей было важной частью «работы» для учеников Шаха, как для сбора средств, так и для трансформации общественной осведомлённости. ICR приостановило свою деятельность в 2013 году, после формирования нового благотворительного общества — «Фонд Идриса Шаха», тогда как SSS прекратил свою деятельность ещё раньше.
ISHK (Institute for the Study of Human Knowledge), возглавляемый Орнштейном ведёт активную деятельность в Соединённых Штатах, после террористического нападения 9/11, например, ISHK отправил брошюру, рекламирующую книги, связанные с Афганистаном, автором которых был Шах и его круг членов Ассоциации ближневосточных исследований, таким образом связывая эти публикации с необходимостью улучшения межкультурного взаимопонимания.
Когда Элизабет Холл брала интервью у Шаха для Psychology Today в 1975 году, она спросила его: «Во имя человеколюбия, что бы Вы хотели увидеть такого, что уже произошло?» Шах ответил: «Что на самом деле я хочу, если кто-нибудь меня слушает, так это чтобы продукты психологических исследований последних 50-лет изучались общественностью, всеми, чтобы открытия стали частью их способа мыслить(…) у них есть огромный пласт психологической информации и они отказываются использовать его».
Брат Шаха, Омар Али-Шах (1922—2005), также был писателем и учителем суфизма, братья учили учеников какое-то время вместе в 1960-х, но в 1977 «согласились не соглашаться» и пошли каждый своим путём. После смерти Идриса Шаха в 1996 году, большинство его учеников присоединились к движению Омара Али-Шаха.
Одна из дочерей Шаха, Сайра Шах, стала заметной в 2001 году благодаря отчёту о правах женщин в Афганистане в её документальном фильме «Под вуалью». Его сын, Тахир Шах, известный писатель, журналист и путешественник. Племянник Шаха — Ариф Али-Шах, деятель театра и кино.

#### Переводы
Труды Шаха переведены на русский, испанский, латышский, немецкий, персидский, польский, турецкий, французский, шведский и другие языки.

## Принятие
Книги Шаха о суфизме достигли предельно значительного одобрения. Он был в центре сюжета документального фильма ВВС («Одна пара глаз») в 1969 году, и две его работы («Путь суфия» и «Размышления») были признаны «Выдающейся книгой года» в программе «Критики» на канале ВВС. Среди других отличий — Шах занял шесть первых призовых мест в ходе Всемирного года ЮНЕСКО в 1973 году и исламский учёный Джеймс Критцек, комментируя «Сказки дервишей» Шаха, сказал, что это было «великолепно переведено».
В 1973 году был опубликован сборник положительных оценок работ Шаха под названием «Суфийские изучения: Восток и Запад», который включал, среди прочих, контрибуции Л. Ф. Рашбрук-Уильямса, Рома Ландау, Моххамада Хидаятуллы, Дьюлы Германуша, сэра Джона Глабба, Разика Фарида, Иштияка Хусейна Куреши, Ахмета Эмина Ялмана, Махмуда Юсефа Шаварби и Насроллы с. Фатеми.
Колин Вилсон заявлял, что «частично благодаря Идрису Шаху, я начал видеть некоторые новые и интересные подтексты [касательно предмета мистицизма]». И в своём обзоре «Волшебного монастыря» (1972) отметил, что Шах «не имеет отношение в первую очередь к распространению какой-то тайной доктрины. Он имеет отношение к методу, которым мистическое знание передаётся…[Суфии] передают знание через прямую интуицию скорее в манере мастеров Дзен, и одним из главных средств сделать это — посредством кратких историй и притч, которые прокладывают себе путь в подсознание и активируют его скрытые силы».
В Афганистане The Kabul Times заявила, что «Караван сновидений» (1968) был «крайне рекомендован» и «особо интересен для афганцев», потому что это «в основном антология кратких историй, притч и пословиц, шуток и выдержек из письменной и устной литературы, которые формируют часть многих вечерних разговоров и взаимных обменов — даже в эти современные дни — в Афганистане». Афганские новости сообщали, что «Суфии» охватывают важность афганского вклада в мировую философию и науку, эта книга была первой полностью авторитетной книгой о суфизме и системе человеческого развития дервишей. Что касается сомнений относительно квалификации и верительных грамот Шаха, то Сардар Хаджи Мухамад Хан Зикерия, афганский учёный, который служил Министром образования Афганистана, а затем послом и Министром иностранных дел Афганистана, издал нотариально заверенную декларацию для учёных всего мира о семье Шаха в 1970 году: «Мусави Сайиды Афганистана и ханы Пагмана признаны потомками Пророка — мир ему. Они признаны самыми благородными по происхождению в исламе и уважаемы как суфийские учителя и как учёные-эрудиты. Сайид Идрис Шах, сын покойного Сайида Икбала Али-Шаха, лично известен мне как уважаемый человек, чье звание, титулы и происхождение проверены и известен своей репутацией».
В 1980 году профессор Халилулла Халили, бывший поэт-лауреат Афганистана, высоко оценил работу его «соотечественника и друга Арифа (суфийский иллюминат) Сайида Идриса Шаха», сказав: «особенно следует ценить его блестящие и важные заслуги в раскрытии божественных вдохновений и внутренних смыслов великих учителей ислама и суфиев».
Hindustan Standard находил, что «Караван сновидений» был «прекрасной антологией, в которую может окунуться для развлечения, освежения, утешения и вдохновения… остроумный, захватывающий, совершенный и привлекательный человек».
Институт культурного обмена (ICE), канадская благотворительная организация, основанная в 2004 году, решила использовать детские книги Идриса Шаха, распространить среди тысяч нуждающихся детей в Канаде, Мексике и Афганистане, в рамках их программы «детской грамотности» и продвижения понимания между культурами. Эта серия книг опубликована издательством «Hoopoe Books», некоммерческой инициативой американского психолога Роберта Орнштейна, Институтом изучения человеческих знаний (ISHK). ISHK предоставляет эти книги для нуждающихся детей в рамках своей собственной инициативы по распространению грамотности.

### Писания «Школы Шаха»
Враждебным критиком был Джеймс Мур, гурджиевец, который не соглашался с утверждением Шаха, что учения Гурджиева были по существу в своей природе суфийскими и выступил с возражениями к публикации хронологически невозможной, вышедшей под псевдонимом книги на этот предмет («Суфии — учителя Гурджиева» Рафаэля Лефорта), которую относили к авторству Шаха. В статье 1986 года в Journal of Contemporary Religion Мур описывал и анализировал полемику Беннетта и Грейвза и отмечал, что Шах был окружён «нимбом непомерной лести: лестью, которой он сам себя раздул». Он описывал Шаха как поддерживаемого «кружком услужливых журналистов, редакторов, критиков, аниматоров, радиовещателей и путешествующих писателей, которые хором храбро хвалят Шаха» Мур подвергал сомнению подразумевающееся суфийское наследие и воспитание Шаха и порицал совокупность писаний «Школы Шаха», вышедших под псевдонимами — речь идёт о таких авторах как «Омар Майкл Бёрк, доктор философии» и о «Хадрате Б. М. Дервише», который с 1960 года был переполнен несдержанными восхвалениями — якобы от незаинтересованных сторон — в отношении Шаха, ссылаясь на него, как на «сагиба идриса шаха, великого шейха тарика», «принца идриса шаха», «короля инока», «его присутствие», «царя усердия», «воплощения Али» и даже Кутбы или «Оси» — все в поддержку зарождающихся усилий в сбыте суфизма западной аудитории.
Питер Вилсон таким же образом комментировал «очень низкое качество» большей части того, что было написано в поддержку Шаха, отметив «к сожалению грубый стиль», утверждая, что Шах обладал различными паранормальными способностями, «тоном превосходства, отношением, иногда чопорным, снисходительным, жалостливым, направленным на тех, кто „извне“, и очевидным отсутствием какой-либо мотивации для обоснования претензий, которые могут быть приняты во внимание как достойные, чтобы оправдать такое отношение». По его мнению, была «заметна разница между собственными писаниями Шаха и качеством этой второсортной литературы. Как Мур так и Вилсон, однако оба отметили схожесть стилей, и рассматривали возможность того, что большинство работ, вышедших под псевдонимом, часто публикуемых издательством „Октагон Пресс“, собственным издательским домом Шаха, могли быть написаны самим Шахом.
Аргументируя альтернативную интерпретацию этой литературы, религиозный учёный Эндрю Роулисон предположил, что скорее всего это не „прозрачно самообслуживающий (…) обман“, а могло быть „маскарадом — чем-то таким, что по определению должно быть видно насквозь“. Заявляя, что „критика укоренившихся позиций сама по себе не может быть фиксированной и доктринальной“, и отмечая, что намерением Шаха всегда было подрывать ложные убеждения, он утверждал, что „миф о Шахе“, созданный этими писаниями, мог быть обучающим инструментом, а не инструментом сокрытия, что-то „заставляющее быть деконструированным“ — то, что, как предполагается, растворится, когда ты прикоснёшься к этому». Роулисон пришёл к выводу, что Шаха «нельзя принимать за чистую монету. Его собственные аксиомы устраняют саму возможность этого».

### Оценка

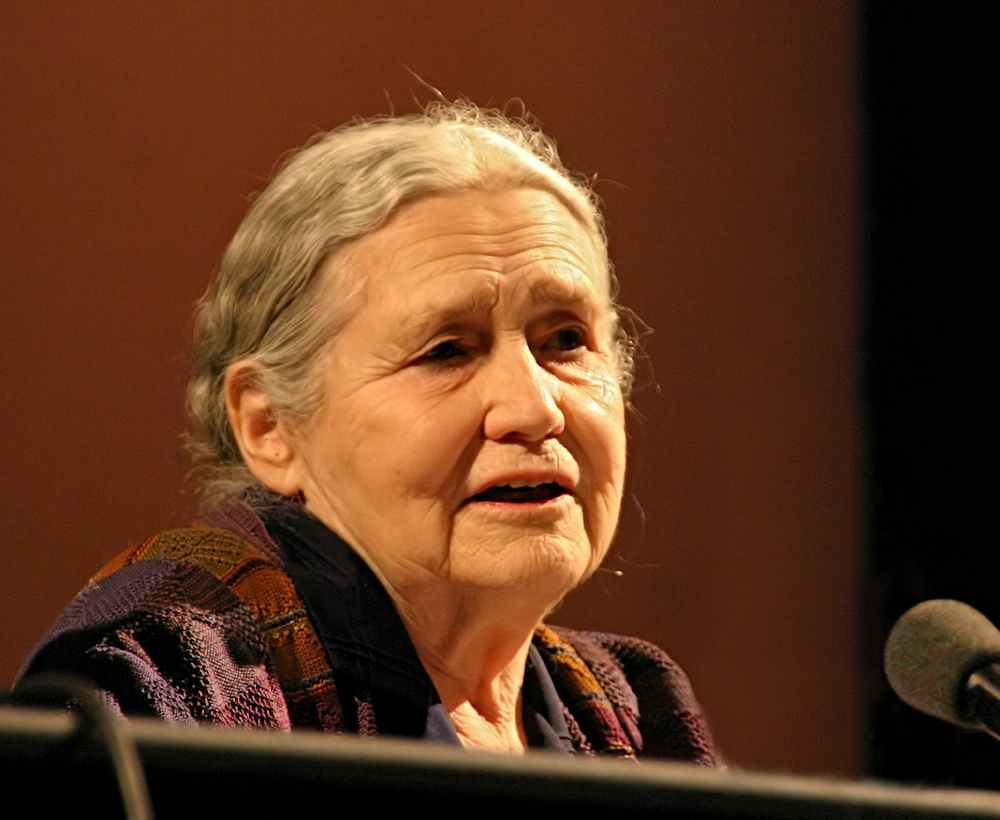
Нобелевский лауреат Дорис Лессинг, на которую Шах оказал глубокое влияние.

Дорис Лессинг, одна из величайших защитников Шаха, в интервью в 1981 году заявила: «Я нашла суфизм таким, какому обучал Идрис Шах, таким, который претендует на то, чтобы быть реинтродукцией древнего знания, подходящего для этого времени и места. Это не извращённый хлам с Востока или разбавленный ислам, или что-либо подобное». В 1996 году, комментируя смерть Шаха в The Daily Telegraph, она заявляла, что встретила Шаха благодаря «Суфиям», которая была для неё самой удивительной книгой, которую она когда либо читала, и книгой, которая изменила её жизнь. Описывая сочинения Шаха, как «феномен, подобия которому нет в наше время», она характеризовала его, как разностороннего человека, остроумнейшего из всех людей, которых она когда-либо ожидала встретить, доброго, щедрого, скромного («Не смотрите на то, как я выгляжу, но возьмите то, что у меня в руке», цитирует она его высказывание), и как её доброго друга и учителя в течение 30 с лишним лет.
Артур Дж. Дейкман, профессор психиатрии и давний исследователь в области медитации и изменении сознания, который начал изучать суфийские обучающие истории на заре семидесятых, выразил мысль, что западные психотерапевты могут извлечь выгоду из перспектив, предоставляемых суфизмом и его всеобъемлющей сущностью, при условии, что подходящие материалы были бы изучены правильным образом в правильной последовательности. Учитывая, что работы Шаха и переводы суфийских обучающих историй были преднамеренно составлены именно таким образом, он рекомендовал их тем, кто заинтересован в оценке для себя этого вопроса, и отмечал, что многие авторитеты приняли позицию Шаха в качестве выразителя современного суфизма. Психолог и исследователь сознания Чарльз Тарт прокомментировал, что писания Шаха «привели его к более глубокому пониманию того, что есть психология, чем что-либо ещё когда-либо написанное».
В 1973 году, Беннетт, когда его попросили дать оценку Шаху, сказал, что Шах делал очень важную работу в больших масштабах, «очень эффективно повсеместно активизируя людей, заставляя их думать, показывая им, что способы мышления, кажущиеся свободными, на самом деле в значительной степени обусловлены». Он ссылался на Шаха, как на Кришнамурти суфизма, разбивая фиксированные идеи людей по многим направлениям, в рамках процесса пробуждения, который является «очень важной подготовкой для нового мира».
Индийский философ и мистик Раджниш, позже известный как Ошо, комментируя работу Шаха, описал «Суфии» как «просто алмаз. Ценность того, что он сделал в „Суфиях“ — неизмерима». Он добавил, что Шах был «человеком, который представил Муллу Насреддина Западу, и он оказал невероятную услугу. Этот долг — неоплатен.[…] Идрис Шах сделал просто маленькие анекдоты о Насреддине ещё более прекрасными… (он) не только способен точно перевести притчи, но даже украсить их, сделать их более пикантными, острыми».
Ричард Смоли и Джей Кинни, в «Скрытой мудрости: путеводителе по западным внутренним традициям» (2006), объявили «Суфиев» Шаха «чрезвычайно читабельным и обширным введением в суфизм», добавляя, что «Шаха подход очевиден повсюду, и некоторые исторические утверждения спорны (ни одно из них не указано), но нет книги более удачливой, чем эта в провоцировании интереса к суфизму для обычного читателя». Они описывали «Учиться как учиться», сборник интервью, бесед и коротких писаний, как одну из лучших работ Шаха, обеспечивающую прочную ориентацию на его «психологический» подход к суфийской работе, отмечая, что «Шах обеспечивает глубоким пониманием того, что выступает в роли прививки, предохраняющей учеников от большей части вздора на духовном рынке».
Айван Тирел и Джо Гриффин, в их книге о врождённых эмоциональных нуждах «То, что дано человечеству: новый подход к эмоциональному здоровью и ясному мышлению», писал, что Шах «более, чем кто-либо другой, понимал и ценил реальную важность того, что дано роду человеческому». В другой книге, «Божество: большой взрыв мозга — взрывное происхождение креативности, мистицизма и психических заболеваний», они говорили, что истории Шаха, «рассказываемые как молодым, так и старым […] закладывают в уме чертежи, не только для жизни и преодоления ежедневных трудностей, но и для путешествия по духовному пути. Их импульсы могут не быть распознаны или прочувствованы в течение месяцев или лет с момента первого их прослушивания или прочтения, но со временем структурное содержание, которое они в себе содержат будут использовать шаблоно-сопоставляющую природу мозга, делая возможным для учеников наблюдение функционирования их собственных эмоционально обусловленных реакций на изменение жизненных обстоятельств. Это в дальнейшем облегчает им совершение любых действий, которых от них требует реальность, и соединяет их умы с высшими сферами. Обучающие истории должны быть прочитаны, рассказаны, над ними следует размышлять, но не следует их интеллектуально анализировать, потому как это разрушает то благотворное влияние, которое они могли бы в противном случае оказывать на ваш мозг.» Шах, дополняли они, был «великим собирателем и издателем историй и писаний, которые содержат „долгосрочно-импульсирующую“ особенность. Он понимал, что жизненная важность для человечества аспекта „ментальных чертежей“, а его книги полны питательных примеров».
Олав Хаммер отмечал, что в последние годы Шаха, когда щедрость его поклонников сделала его по-настоящему богатым, и он стал уважаемой фигурой среди высших эшелонов Британского общества, возникали споры ввиду несоответствий между автобиографическими данными — упоминанием родства с Мухаммадом, принадлежности к секретному суфийскому тайному ордену в Центральной Азии, или к традиции, в которой обучался Гурджиев — и открываемыми историческими фактами. Хотя, возможно, существовала связь с Мухаммедом, число людей имеющих такую связь сегодня, спустя 1300 лет, будет по меньшей мере один миллион. Другие элементы автобиографии Шаха, по видимому были чистой фикцией. Даже если так, Хаммер отмечал, что книги Шаха продолжают оставаться общественно востребованными, и что он сыграл «выдающуюся роль в представлении сущности суфизма как неконфессиональной, индивидуалистической и жизнеутверждающей дистилляцией духовной мудрости».
Питер Вилсон писал, что если Шах был мошенником, то он был «чрезвычайно одарённым мошенником», потому что, в отличие от просто коммерческих писателей, он выделял время для того, чтобы создать тщательно разработанную и внутренне согласованную систему, которая привлекла «полный диапазон более или менее именитых людей» и «провоцировал и стимулировал процесс мышления в разных кругах» Мур признавал, что Шах сделал свой вклад в популяризацию гуманистического суфизма, и «привнес энергию и ресурс в его самоувеличение», но закончил осуждающим выводом, что Шах был «„суфизмом“ без самопожертвования, без самотрансцендентности, без стремления к гнозису, без традиции, без пророка, без Корана, без ислама и без Бога. Просто так».
Гор Видал высказывал мнение, что Шаха «книги гораздо труднее читать, чем писать».

#### «Суфии», полемика
Принятие Шаха было также отмечено полемикой. Некоторые востоковеды были враждебны, частично потому, что Шах представлял классические суфийские писания как инструменты для саморазвития, которые должны использоваться современными людьми, а не как объекты исторического изучения.
Введение Грейвза в «Суфии», написанное с помощью Шаха, описывало Шаха как «по мужской линии последнего по происхождению от Пророка Мухаммада» и как унаследовавшего «секретные тайны Халифов, его предков. Он, по факту, Великий Шейх Суфийского Тарика…» Приватно, однако, в письмах другу, Грейвз признавался, что это было «введением в заблуждение: он один из нас, не мусульманский персонаж». Введение не включалось в переиздания книги издательством «Октагон Пресс» после 1983 года, но всегда включалось в издания Anchor/Doubleday.
И самый неистовый критик Шаха, эдинбургский учёный Л. П. Элвелл-Саттон, в статье 1975 года, критиковал то, что он называл «псевдо-суфиями», как Гурджиев и Шах, и высказал мнение, что Грейвз пытался «модернизировать» Шаха «довольно неразличимую родословную» и что ссылка на родство с Мухаммадом по отцовской линии была «довольно неудачной оплошностью», так как сыновья Мохаммада все умерли в младенчестве. Хотя Элуэлл_Саттон согласился с тем, что семья была Сайидами, произошедшими от седьмого имама Муса Аль-Казима, великим прапрадедом которого был Хусейн Ибн Али, который был младшим сыном брака Фатимы (дочери Пророка) и Али Ибн Талиба, считал это «неразличимой родословной» без особой святости, потому что «Сайиды распространяются по всему исламскому миру, во всех обществах и по обе стороны каждого политического и религиозного разграничения». Он описывал книги Шаха как «тривиальные», переполненные ошибками в фактах, неряшливыми и неточными переводами и даже неправильно написанными Восточными именами и словами — «путаница банальностей, вещей не относящихся к делу и просто мумбо-юмбо», добавляя, что у Шаха было «выдающееся мнение о его собственной важности». Он бросил туманный взор на сборник статей Рашбрука Вильямса (сборник, написанный в честь Шаха) о Шахе, сказав, что он считает многие из притязаний, обозначенных в книге от имени Шаха и его отца, касательно их представления суфийской традиции, самообслуживающими публичность и огласку, отмеченную «обезоруживающим пренебрежением фактами». Выражая удивление и изумление «льстивыми манерами» собеседников в радиоинтервью ВВС, Элвэл-Саттон пришёл к выводу, что некоторые западные интеллектуалы были «так доведены до отчаяния в поиске ответов на вопросы, которые ставят их в тупик, что они вступают в конфронтацию с мудростью с „таинственного и непостижимого Востока“, они отказываются от своих критических способностей и покоряются грубейшей форме промывания мозгов». Для Элвэлла-Саттона, суфизм Шаха находился в сфере «псевдосуфизма», «сосредоточенному не на Боге, но на человеке».

#### Омар Хайям, полемика
В конце 1960-х, начале 1970-х годов, Шах подвергся нападению в связи с полемикой, окружавшей в 1967 году публикацию нового перевода Рубайятов Омара Хайяма, выполненного Робертом Грейвзом и старшим братом Шаха, Омаром Али-Шахом. Перевод, который представлял рубайаты как суфийскую поэму, базировался на снабжённой примечаниями «шпаргалке», предположительно полученной из рукописи, находящейся в распоряжении семьи Шаха на протяжении 800 лет. Л. П. Элвелл-Саттон, востоковед Эдинбургского университета, и другие, кто просмотрели книгу, выразили их убеждённость в том, что история с древней рукописью была ложной.
Грейвз ожидал от отца Шаха, Икбала Али-Шаха, что тот предоставит оригинальный манускрипт, чтобы закрыть этот вопрос, но он погиб в Танжере в авиакатастрофе в ноябре 1969 года. Спустя год Грейвз просил Шаха предоставить манускрипт. Шах ответил в письме, что манускрипт не находится в его распоряжении, но даже если бы находился, предоставление его ничего бы не доказало, потому что он не может быть точно датирован с помощью современных методов и его аутентичность все равно бы оспаривалась. Пришло время, писал Шах, «чтобы мы поняли, что гиены, производящие столько шума намерены быть только в оппозиции, в деструктивности и они намерены проводить кампанию, когда, посмотрим правде в глаза, никто не слушает». Он добавил, что его отец был так взбешён теми, кто распространяет эту клевету, что он отказался быть вовлечённым ими, и он чувствовал, что ответ его отца был правильным. Грейвз, отмечая, что он стал теперь широко воспринимаем как жертва грубого обмана братьев Шах, и что это повлияло на доходы от продаж других его исторических книг, настаивал на том, что предоставление манускрипта стало «вопросом семейной чести». Он снова давил на Шаха, напоминая ему о его предыдущих обещаниях предоставить манускрипт, если возникнет такая необходимость.
Ни один из братьев так никогда и не предоставил манускрипт, наводя племянника Грейвза и его биографа на раздумья о том, во что трудно было поверить — помня, что братья Шах многим обязаны Грейвзу — что они могли бы утаивать манускрипт, если он когда-то существовал, прежде всего. Согласно писаниям его вдовы много лет спустя, Грейвз был «полностью уверован» в аутентичности манускрипта, из-за его дружбы с Шахом, даже несмотря на то, что у него никогда не было шанса лично просмотреть текст. Учёные пришли к консенсусу, что манускрипт «Джан-Фишан Хана» был фальсификацией, и что перевод Грейвза/Али-Шаха по факту базировался на анализе Викторианского непрофессионального исследователя источников, используемом предыдущим переводчиком рубаятов Эдвардом Фитцджеральдом.

## Работы

### Магия
- Магия Востока (англ. Oriental Magic) ISBN 0-86304-017-9 (1956)
- Тайные магические знания (англ. The Secret Lore of Magic) ISBN 0-8065-0004-2 (1957)

### Суфизм
- Суфии (англ. The Sufis) ISBN 0-385-07966-4 (1964)
- Сказки дервишей (англ. Tales of the Dervishes) ISBN 0-900860-47-2 (1967)
- Караван сновидений ISBN 0-86304-043-8 (1968)
- Размышления (англ. Reflections) ISBN 0-900860-07-3 (1968)
- Путь суфия (англ. The Way of the Sufi) ISBN 0-900860-80-4 (1968)
- Книга книг ISBN 0-900860-12-X (1969)
- Мудрость идиотов (англ. Wisdom of the Idiots)ISBN 0-86304-046-2 (1969)
- Наблюдения за покровом (англ. The Dermis Probe) ISBN 0-86304-045-4 (1970)
- Мыслители Востока (англ. Thinkers of the East: Studies in Experientialism) ISBN 0-900860-46-4 (1971)
- Волшебный монастырь ISBN 0-86304-058-6 (1972)
- Слон в темноте: христианство, ислам и суфии (англ. The Elephant in the Dark — Christianity, Islam and the Sufis) ISBN 0-900860-36-7 (1974)
- Невидимая газель ISBN 0-900860-58-8 (1977)
- Забытые аспекты суфийского изучения (англ. Neglected Aspects of Sufi Study) ISBN 0-900860-56-1 (1977)
- Особое озарение: использование суфиями юмора (англ. Special Illumination: The Sufi Use of Humour) ISBN 0-900860-57-X (1977)
- Благоухающий скорпион (англ. A Perfumed Scorpion) ISBN 0-900860-62-6 (1978)
- Учиться, как учиться: психология и духовность на суфийском пути (англ. Learning How to Learn) ISBN 0-900860-59-6 (1978)
- Сто рассказов мудрости (англ. The Hundred Tales of Wisdom) ISBN 0-86304-049-7 (1978)
- Вечера с Идрисом Шахом ISBN 0-86304-008-X (1981)
- Письма и лекции Идриса Шаха ISBN 08-6304-010-1 (1981)
- Наблюдения ISBN 0-86304-013-6 (1982)
- Искатель истины (англ. Seeker After Truth) ISBN 0-900860-91-X (1982)
- Суфии — мысль и действие ISBN 0-86304-051-9 (1990)
- Командующее Я (англ. The Commanding Self) ISBN 0-86304-066-7 (1994)
- Знать, как знать (англ. Knowing How to Know) ISBN 0-86304-072-1 (1998)
- Путь суфия (англ. The Way of the Sufi) ISBN 978-5-6049884-9-7 (2024)

#### Собрания историй о Ходже Насреддине
- Подвиги несравненного Ходжи Насреддина ISBN 0-86304-022-5 (1966)
- Выходки невероятного Ходжи Насреддина (англ. The Pleasantries of the Incredible Mulla Nasrudin) ISBN 0-86304-023-3 (1968)
- Проделки неподражаемого Ходжи Насреддина ISBN 0-86304-021-7 (1973)
- Мир Насреддина ISBN 0-86304-086-1 (2003)

### Исследования об англичанах
- Darkest England ISBN 0-86304-039-X (1987)
- The Natives are Restless ISBN 0-86304-044-6 (1988)
- The Englishman’s Handbook ISBN 0-86304-077-2 (2000)

### Путешествия
- Destination Mecca ISBN 0-900860-03-0 (1957)

### Художественная литература
- Кара Куш, Лондон: William Collins Sons and Co., Ltd.. ISBN 0-685-55787-1 (1986)

### Сборники фольклора
- Сказки мира World Tales ISBN 0-86304-036-5 (1979)

### Детская литература
- Neem the Half-Boy ISBN 1-883536-10-3 (1998)
- The Farmer’s Wife ISBN 1-883536-07-3 (1998)
- The Lion Who Saw Himself in the Water ISBN 1-883536-25-1 (1998)
- The Boy Without A Name ISBN 1-883536-20-0 (2000)
- The Clever Boy and the Terrible Dangerous Animal ISBN 1-883536-51-0 (2000)
- The Magic Horse ISBN 1-883536-26-X (2001)
- The Man With Bad Manners ISBN 1-883536-30-8 (2003)
- The Old Woman and The Eagle ISBN 1-883536-27-8 (2005)
- The Silly Chicken ISBN 1-883536-50-2 (2005)
- Fatima the Spinner and the Tent ISBN 1-883536-42-1 (2006)
- The Man and the Fox ISBN 1-883536-43-X (2006)

### Написанное под криптонимом «Аркон Дарол»
- История тайных обществ ISBN 0-8065-0857-4 (1961)
- Ведьмы и колдуны ISBN 0-8065-0267-3 (1962)

### Аудиоинтервью, семинары и лекции
- Shah, Idries, and Pat Williams. A Framework for New Knowledge. Лондон: Seminar Cassettes, 1973. Звукозапись.
- Shah, Idries. Questions and Answers. Лондон: Seminar Cassettes, 1973. Звукозапись.
- King, Alexander, Idries Shah, and Aurelio Peccei. The World-and Men. Seminar Cassettes, 1972. Звукозапись.
- King, Alexander, et al. Technology: The Two-Edged Sword. Лондон: Seminar Cassettes, 1972. Звукозапись.
- Learning From Stories (лекция 1976 г.) ISBN 1-883536-03-0 (1997)
- On the Nature of Sufi Knowledge (лекция 1976 г.) ISBN 1-883536-04-9 (1997)
- An Advanced Psychology of the East (лекция 1977 г.) ISBN 1-883536-02-2 (1997)
- Overcoming Assumptions that Inhibit Spiritual Development, ранее озаглавленная A Psychology of the East (лекция 1976 г.) ISBN 1883536-23-5 (2000)